# Esercito miceneo

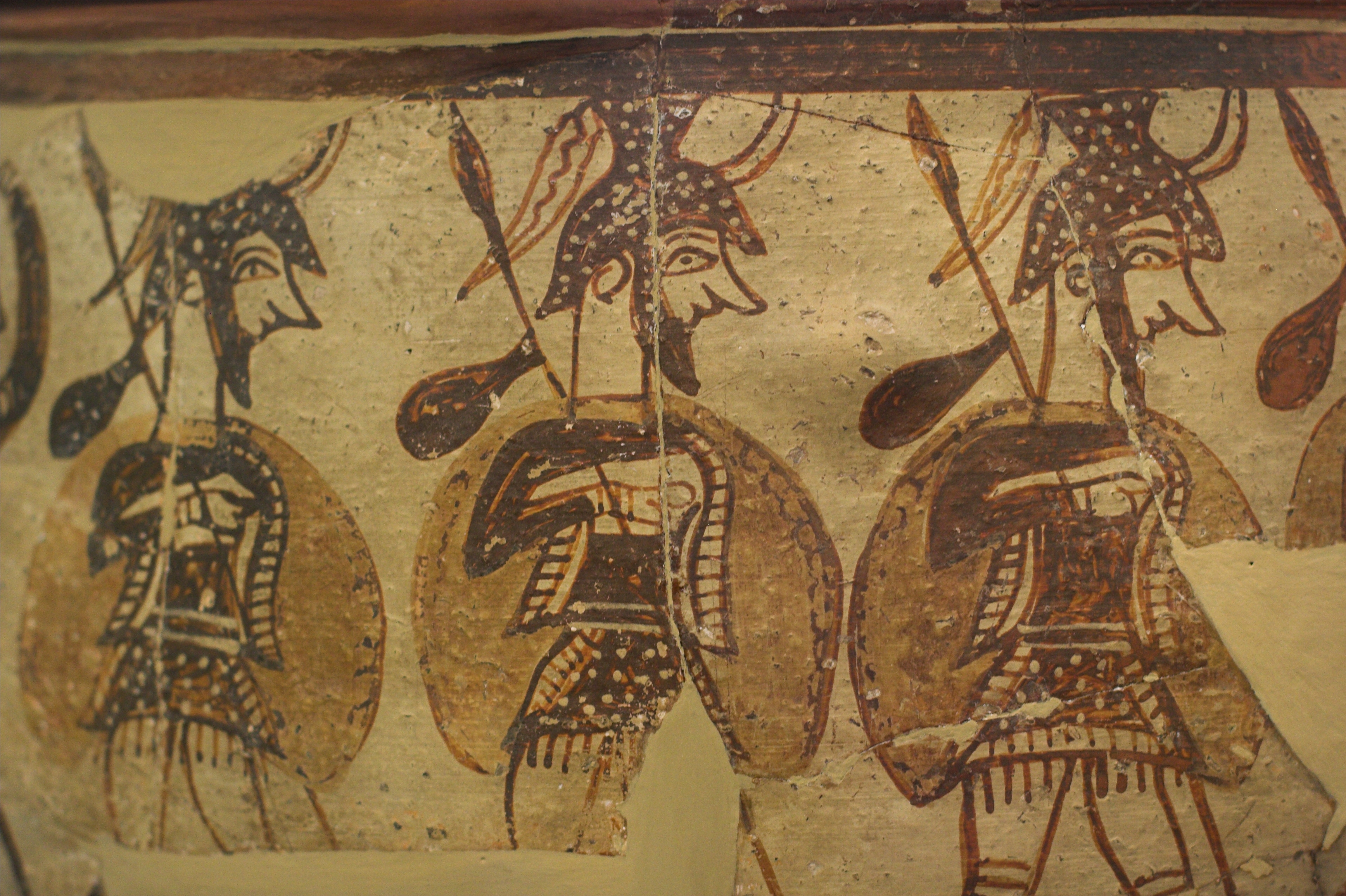
Il vaso dei Guerrieri raffigurante soldati in marcia, c. 1200 a.C.

La natura militare della Grecia micenea (c. 1600-1100 a.C.) nella tarda età del bronzo è evidente dalle numerose armi riportate alla luce, dalle rappresentazioni di guerrieri e combattimenti nell'arte contemporanea di quel periodo, nonché dalle testimonianze dei registri in Lineare B conservatisi. I Micenei investirono nello sviluppo di infrastrutture militari; la produzione e la logistica militare erano controllate direttamente dai centri palaziali. Questa filosofia militarista ha ispirato in seguito l'antica tradizione greca, e soprattutto i poemi epici di Omero, che si concentrano sulla eroicità delle élite guerriere dell'era micenea.
Durante la tarda età del bronzo la Grecia era suddivisa in una serie di regni guerrieri, i più importanti erano a Micene, Tirinto, Pilo e Tebe. Dal XV secolo a.C., la potenza micenea iniziò la sua espansione verso l'Egeo, la costa anatolica e Cipro.
Alcuni tipi rappresentativi di armature e armi dell'epoca utilizzate da micenee erano l'elmo a zanna di cinghiale e lo scudo "a otto". Inoltre, la maggior parte delle caratteristiche della panoplia dell'oplita della Grecia classica erano già noti in questo periodo.

## Spirito guerriero
La presenza dell'importante ed influente aristocrazia militare che si formò nella società micenea offre l'impressione di un popolo fiero e bellicoso. Questa impressione di spiccato militarismo è rafforzata dalle fortificazioni erette in tutta la Grecia micenea, dal gran numero e dalla qualità delle armi recuperate nelle tombe reali micenee, dalle rappresentazioni artistiche di scene di guerra e dalla prova testuale fornita dai registri in Lineare B. Gli scritti in lineare B forniscono anche alcuni dettagli circa l'organizzazione del personale militare. Secondo i registri del palazzo di Pilo, ogni comunità rurale (le damos) era costretto a fornire un certo numero di uomini che dovevano servire nell'esercito; un servizio simile era svolto anche dall'aristocrazia.
Le principali divinità, che sembrano essere di natura guerriera, erano Ares (Lineare B: A-re) e Atena Potnia (Lineare B: A-ta-na Po-ti-ni-ja).

## Tattiche ed evoluzione

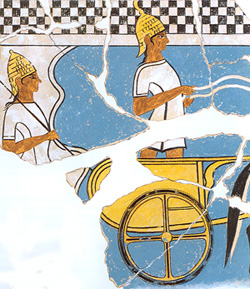
Raffigurazione di un carro da guerra da Pilo, c. 1350 a.C.

Gli eserciti micenei presumibilmente erano inizialmente basate su fanteria, anche pesante, armata con lance, grandi scudi e in alcune occasioni armature. Una delle caratteristiche più evidenti della civiltà greca, anche in età micenea, era lo stretto rapporto con il mare (nessun grande centro Miceneo dista più di 40 km dal mare), la fanteria ben si prestava ad essere trasportata sulle navi. In molte liste in lineare B viene data grande importanza ai carpentieri navali, che sono esentati da ogni altro incarico militare.
Nel XIII secolo a.C., le unità micenee probabilmente subirono una trasformazione nelle tattiche e nell'armamento, diventando più uniformi e flessibili, e le loro armi più piccole e leggere. La lancia rimase l'arma principale tra i guerrieri micenei fino al collasso dell'età del bronzo, mentre la spada giocò un ruolo secondario in combattimento. Diffuso risulta anche l'arco, così come nelle liste di lineare B esistono armaioli specializzati nella costruzione di lance, spade, archi, frecce, armature, a disposizione del palazzo.
Il preciso ruolo e il contributo dei carri da guerra nel campo di battaglia è una questione di disputa a causa della mancanza di prove sufficienti. In generale, sembra che durante i primi secoli (dal XVI al XIV secolo a.C.) i carri furono utilizzati come mezzo da combattimento mentre più tardi, nel XIII secolo a.C., il loro ruolo era stato limitato al trasporto in battaglia. I carri micenei raffigurati sulla ceramica (specie cipriota) spesso erano molto leggeri, e privi di parapetti e corazzature, anche perché le armature micenee tendevano ad essere piuttosto pesanti e sufficientemente protettive (a differenza di quanto accadeva in altre parti del Medio Oriente), difficilmente sono raffigurati più di due personaggi (auriga e guerriero) su ogni carro (mentre gli Ittiti e gli anatolici spesso montavano auriga, arciere e guerriero). Anche i guerrieri a cavallo erano parte degli eserciti micenei, tuttavia il loro ruolo preciso non è chiaro a causa della mancanza di dati archeologici. Va aggiunto che le unità su carri da guerra furono molto importanti in tutta la tarda età del bronzo, anche se quelle micenee agivano in un contesto meno propizio alle cariche rispetto al nord della Siria o di altre zone del Levante. Invece i cavalli, fino al X o al IX secolo a.C. erano difficilmente utilizzabili come cavalcature da guerra, impiegati (come in medio e vicino oriente) come mezzi da ricognizione e trasporto.

## Fortificazioni
La costruzione di strutture difensive era strettamente legata all'istituzione dei centri palaziali della Grecia continentale. I principali centri micenei erano ben fortificati e di solito situati sulle alture, come ad Atene, Tirinto e Micene o su pianure costiere, come nel caso di Gla. I Micenei apprezzavano il simbolismo della guerra nell'architettura difensiva, e davano importanza all'imponenza visiva delle loro fortificazioni. Le mura erano costruite in stile ciclopico, con grandi massi grezzi, e avevano uno spessore di più di 8 m. Il termine ciclopico è stato coniato dai greci dell'epoca classica, che credevano che solo i mitici giganti, i Ciclopi, avrebbero potuto costruire tali strutture megalitiche.

## Armamento

### Armi offensive

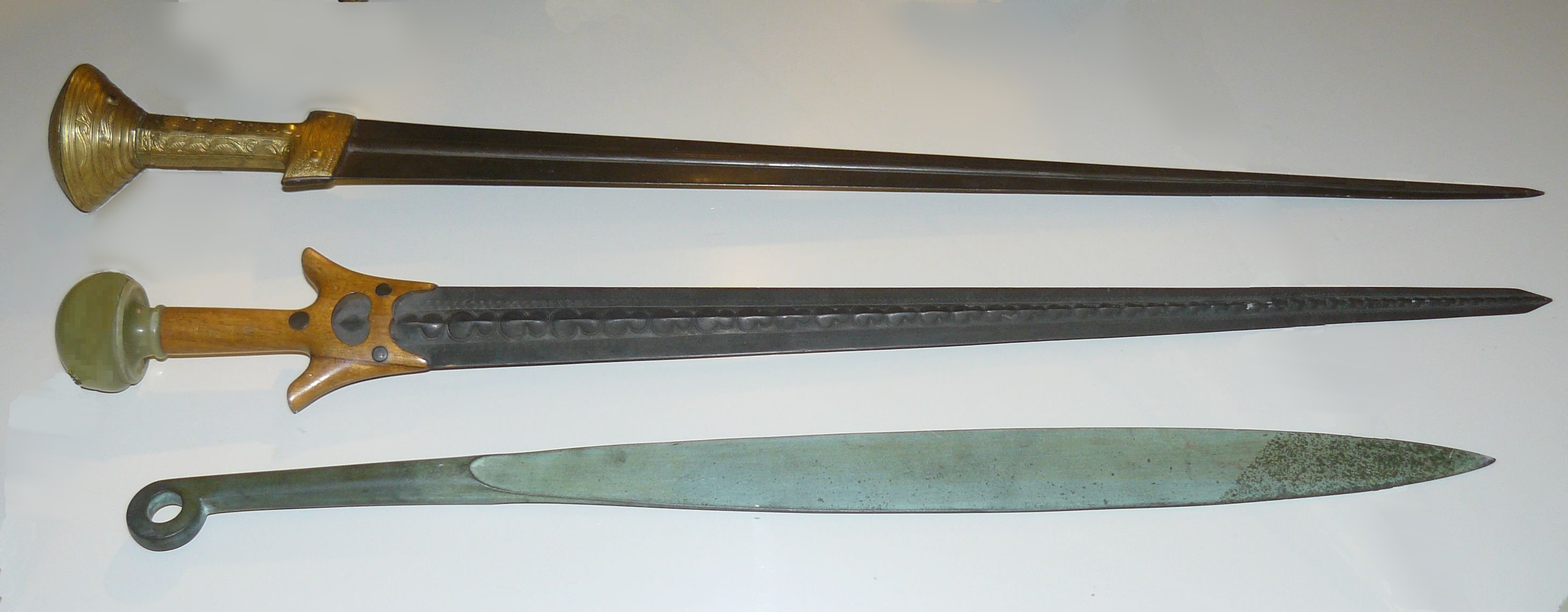
Xiphos, repliche

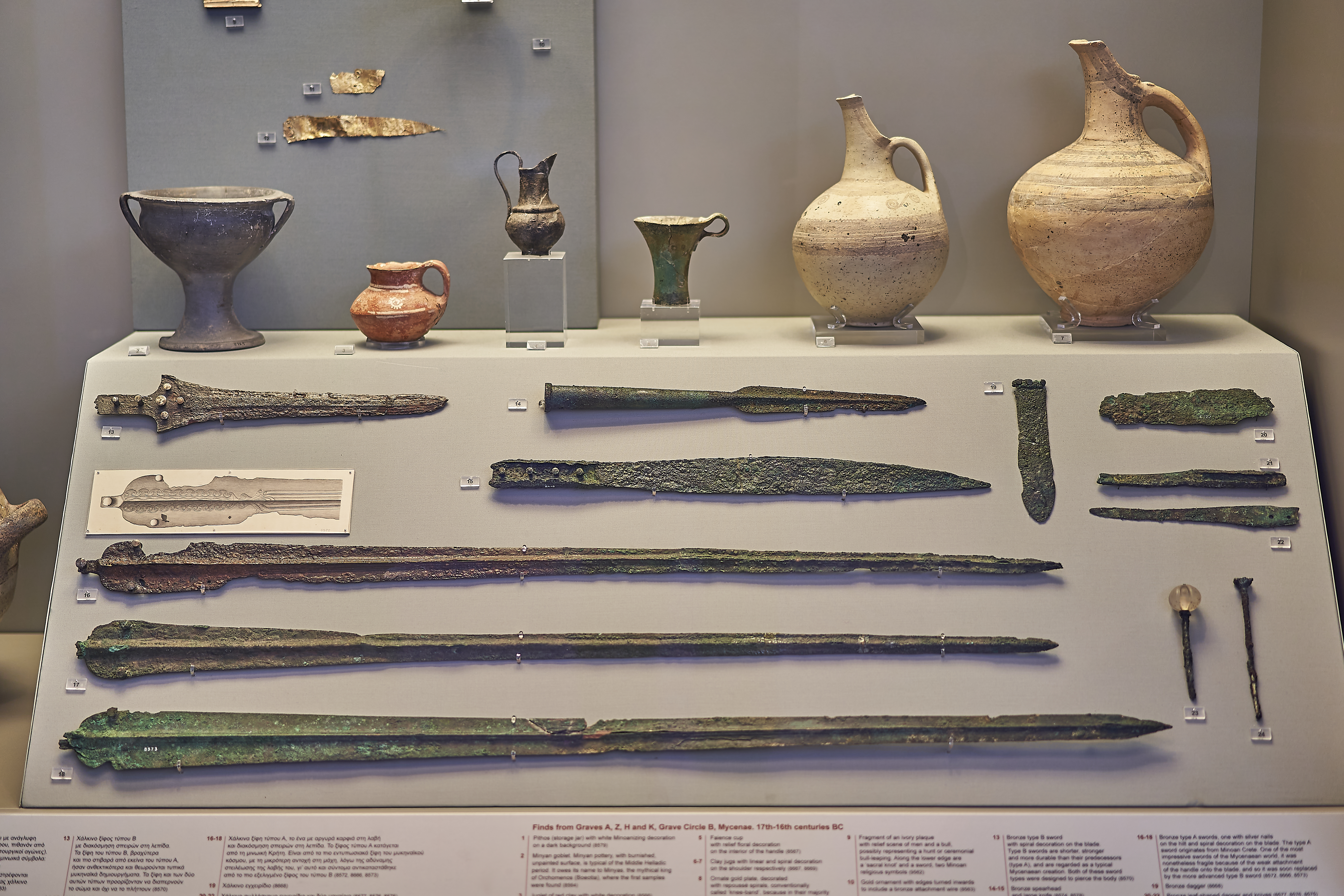
Spade e punte di lancia

Le lance erano inizialmente molto lunghe, si estendevano infatti per più di 3 metri di lunghezza e venivano impugnate a due mani. Nel corso dei secoli successivi, furono adottate versioni più corte, di solito accompagnate da piccoli scudi, prevalentemente di forma circolare. Queste brevi lance erano utilizzate sia per infilzare che per lancio.
Dal XVI secolo a.C., apparvero spade con punte arrotondate, aventi un'impugnatura che era un'estensione della lama. Erano lunghe 130 cm e ampie 3 cm. Un'altra tipologia di spada era costituita da un solido pezzo di bronzo di c. 66–74 cm di lunghezza. Questa spada, più corta, veniva probabilmente utilizzata per il combattimento ravvicinato. Nel XIV secolo a.C, entrambi i tipi furono progressivamente modificati con impugnature più forti e lame più corte. Infine, nel XIII secolo a.C., un nuovo tipo di spada, detta Naue II, divenne popolare in tutta la Grecia micenea.
Il tiro con l'arco era comunemente praticato nel campo di battaglia dal periodo più antico. Altre armi offensive utilizzate erano le mazze, asce, fionde e giavellotti.

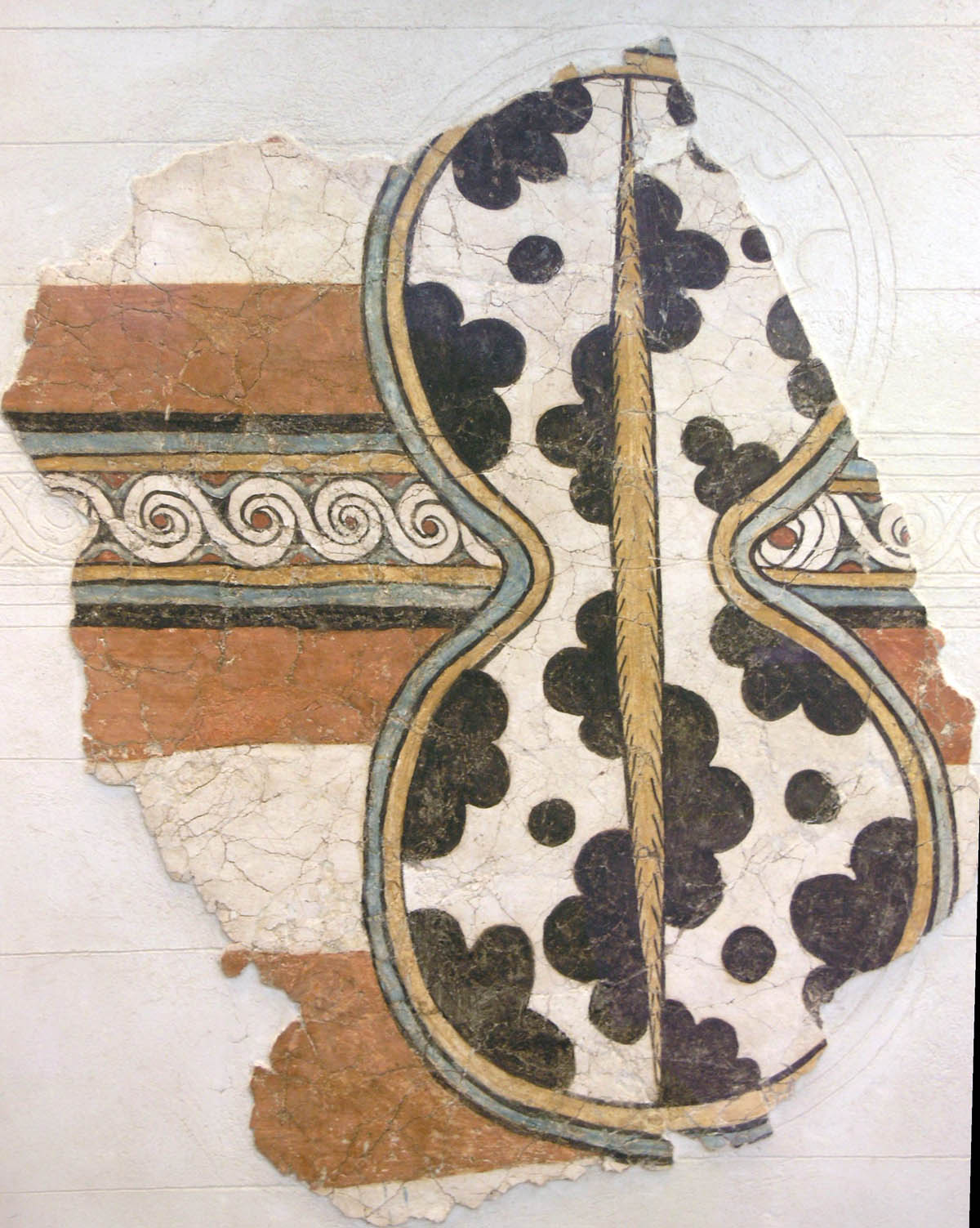
Affresco raffigurante uno scudo a otto

### Scudi
I primi eserciti micenei erano equipaggiati con "scudi a torre", grandi scudi che coprivano quasi tutto il corpo. Tuttavia, con l'introduzione delle armature di bronzo, questo tipo fu meno utilizzato, anche se non andò completamente in disuso, come attestato nell'iconografia. Gli scudi "a otto" divennero il modello più comune. Questi scudi erano fatti di diversi strati di pelle e, in alcuni casi, erano rinforzati con lastre di bronzo.
Durante il periodo tardo miceneo, furono adottati tipi di scudi più piccoli. Erano di forma completamente circolare, o quasi circolare con una parte tagliata nel bordo inferiore. Erano fatti di diversi strati di pelle con rinforzi in bronzo. Appaiono occasionalmente anche interamente in bronzo.

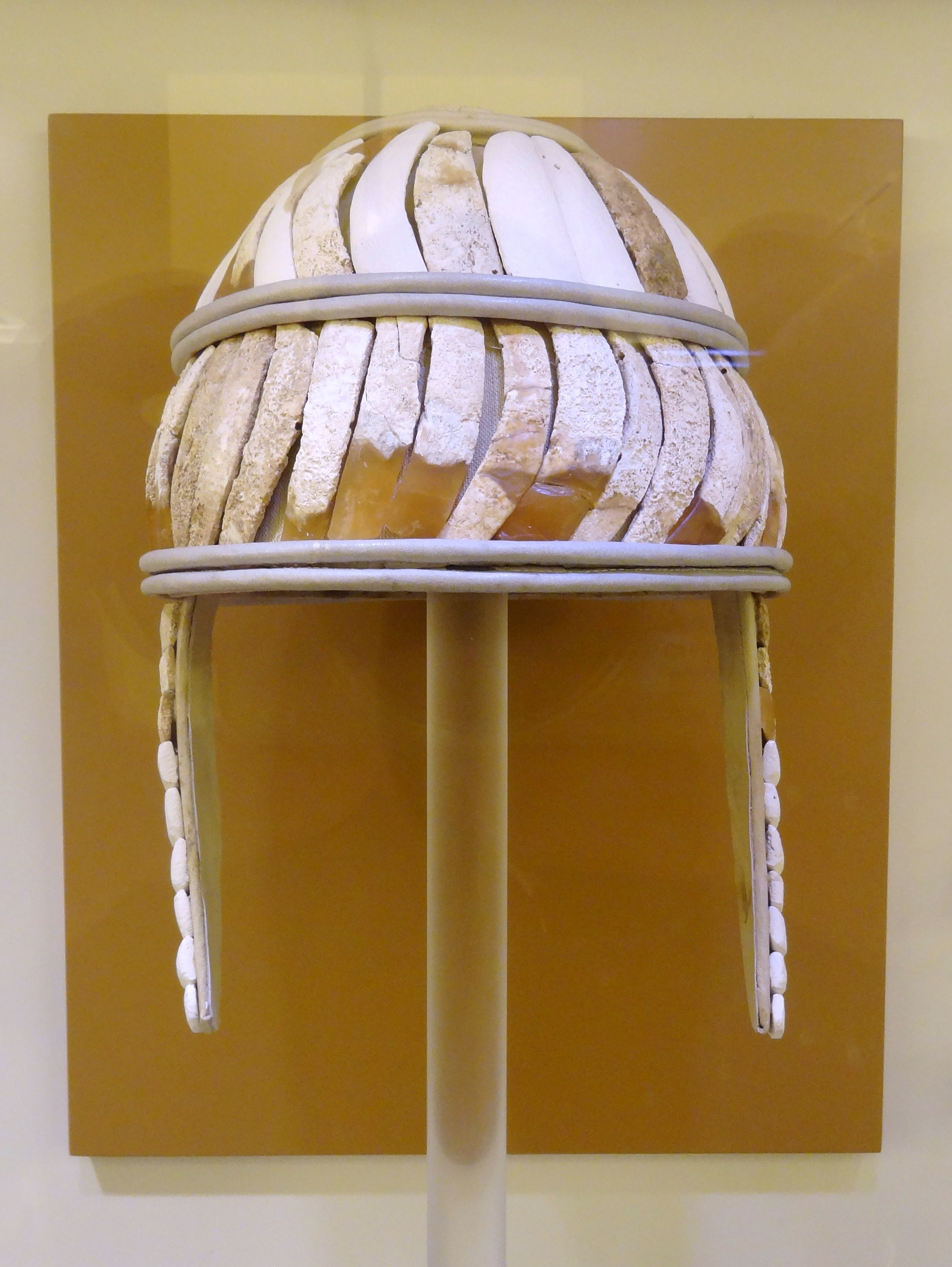
Elmo a zanna di cinghiale

### Elmi
La tipologia più comune di elmo miceneo è quella conico rinforzato con filari di zanne di cinghiale. Questo tipo era ampiamente utilizzato ed è diventato il pezzo più identificabile della panoplia micenea, essendo rimasto uso dall'inizio fino al crollo della cultura micenea. È noto anche da diverse raffigurazioni dell'arte contemporanea in Grecia e del Mediterraneo. Gli elmi a zanna di cinghiale consistevano in un berretto di cuoio di feltro, ricoperto da diverse file di zanne di cinghiale cucite su di esso.
Erano indossati anche elmi realizzati interamente in bronzo. Durante il periodo tardo miceneo, si diffusero altri modelli come l'elmo cornuto realizzato con strisce di cuoio.

### Armature

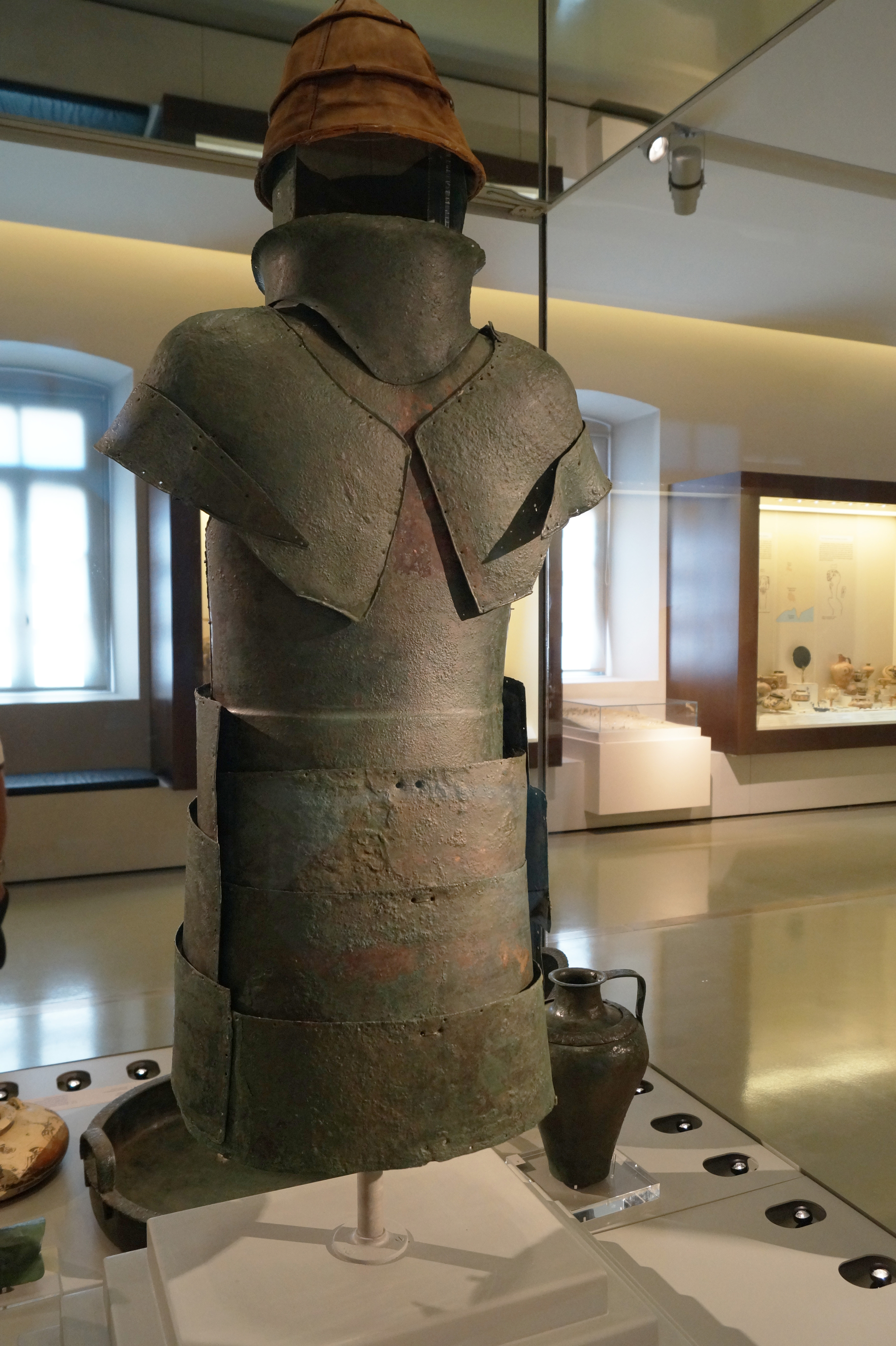
Panoplia di Dendra

Un esempio caratteristico di armatura micenea è la panoplia di Dendra (c. 1450-1400 a.C.), che consiste in una corazza composta da più elementi di bronzo. Era abbastanza flessibile e comoda da indossare per il combattimento a piedi; il peso totale dell'armatura è di circa 18 kg. Importanti testimonianze dell'armatura micenea sono state trovate anche a Tebe (c. 1350-1250 a.C.), tra cui una coppia di guardie spalle, più piccole di quelle di Dendra, con piastre supplementari per proteggere le braccia, attaccate al bordo inferiore del guardie spalle.
L'uso di armatura a scaglie è evidente nel corso dei successivi secoli dell'era micenea, come dimostrato dall'iconografia e dai reperti archeologici.